# صدف چاکماک
صدف چاکماک (ترکی استانبولی: Sedef Çakmak؛ زادهٔ ۹ ژوئن ۱۹۸۲) سیاست‌مدار و فعال حقوق دگرباشان جنسی اهل ترکیه است. وی اولین شخص همجنس‌گراست که در ترکیه از طریق انتخابات به پستی می‌رسد.
وی در آنکارا بزرگ شده و در دانشگاه گالاتاسارای کارشناسی جامعه‌شناسی گرفته‌است. وی در سال ۲۰۱۴ برای شورای شهر بشیکتاش و از حزب حزب جمهوری‌خواه خلق نامزد شد و به این پست رسید. صدف قبل از آن مشاور شهردار بشیکتاش در امور دگرباشان جنسی بود.